# 柿本彩菜
柿本 彩菜（かきもと あやな、1981年7月7日 - ）は、日本の元AV女優。

## 略歴
2004年にAVデビュー。現在は引退している。

## 作品

### アダルトビデオ
2004年
- 超変態!汚物まみれの口内レイプ ゲロゲロ イラマチオ 3（2月19日、ディープス）
- 人妻のあなる（3月9日、グローリークエスト）
- 撮影現場からGET!!2 PRESENTS 8（3月12日、桃太郎映像出版）
- ちんぽ大好き!（3月26日、桃太郎映像出版）
- ENEMAGEDDON エネマゲドン（5月3日、ナチュラルハイ）
- Document Lesbian 10（5月14日、ジャネス）
- 軟体っ子　魅惑のi字バランス（6月25日、アロマ企画）
- レ・ズ・ビアン　15（7月9日、U&K）
- 豪華20人 エロ女相撲選手権 （9月9日、ディープス）
- DEEP・INSIDE・HOLE　5（9月10日、桃太郎映像出版）
- 挑発オナニー【コスプレ編】 完全コスプレオナニスト仕様!ヴァーチャル視姦（9月10日 ジャネス）
- 豪華20人 エロ女相撲選手権 エッチな（秘）プロフィール2時間 （9月23日、ディープス）
- 美妻中出し 快楽に飢えた淫乱妻（10月1日、タカラ映像）
- レースクィーン剥ぎ取り キャットファイトGP（10月7日、SODクリエイト）
- ハイパーマジックミラー号2004 in 湘南 逆ナンパ編（10月7日、ディープス）
- 無洗包茎フェラ（10月8日 アロマ企画）
- COSTUME DANCER 2（10月22日、ジャネス）
- 真メイドバトルNo.2DPG（11月、メディアアーツ）
- 真性痴女の男殺し 痴女のいじめ ナース編（11月5日、未来・フューチャー）
- LEG SEX II（11月5日、ジャネス）
- はれんち姦姦 27（11月6日、クリスタル映像）
- 龍縛奥儀伝承I（11月8日、アタッカーズ）
- Dance Dance Onanie VOL.04（12月10日、AVS）
- 射精管理（12月15日 アロマ企画）

2006年
- イカせっこバトル ダイジェストDVD Vol.12（6月30日、バトル）